# نادي البداري
نادي البداري الرياضي أو نادي البداري هو نادي مصري تأسس في صعيد مصر بمحافظة أسيوط بمدينة البداري، وهو يعتبر من الأندية الشعبية في صعيد مصر ويلعب في الدوري المصري القسم الثاني لعب سابقا في الدرجة الثانية.